# Poročnik (Slovenska vojska)
Poročnik je trenutno najnižji častniški vojaški čin v uporabi v Slovenski vojski (SV). Poročnik je tako podrejen nadporočnik. Ustreza mu mornariški čin poročnika korvete.
Čin je bil prevzet po činu Teritorialne obrambe RS, slednji pa je bil prevzet po istem činu Jugoslovanske ljudske armade. V skladu s Natovim standardom STANAG 2116 čin spada v razred OF-1.

## Zgodovina
Do reforme činovnega sistema Slovenske vojske je bil čin poročnika drugi najnižji častniški čin (nadrejen činu Slovenska vojska).  

## Oznaka
Oznaka čina je sestavljena iz dveh (enakih, ozkih), med seboj povezanih ploščic, na katerih se nahaja po en lipov list.

## Zakonodaja
V čin poročnika so avtomatično povišani kandidati, ki so uspešno končali šolanje na Šoli za častnike Slovenske vojske.
Ob povišanju poročnik prejme tudi mali nož Slovenske vojske.